# WrestleMania VI
WrestleMania VI var den sjette udgave af pay-per-view-showet WrestleMania produceret af World Wrestling Federation (WWF). Det fandt sted 1. april 1990 fra SkyDome i Toronto, Canada. Der var 67.678 tilskuere i arenaen, og showet, der blev kommenteret af Gorilla Monsoon og Jesse Ventura, varede over fire timer. 
Showets main event var en VM-titelkamp mellem Hulk Hogan og Ultimate Warrior. Kampen var både om Hulk Hogans VM-titel og Ultimate Warriors WWF Intercontinental Championship, og vinderen ville blive indehaver af begge titler. Ultimate Warrior vandt kampen, og det var dermed Hulk Hogans første reelle nederlag ved et WrestleMania (han var blevet diskvalificeret sammen med André the Giant i deres kamp mod hinanden ved WrestleMania IV). Der skulle gå 12 år, før Hogan igen tabte en kamp ved WrestleMania – og det var også i SkyDome, hvor han tabte til The Rock ved WrestleMania X8. Kampen mellem Hulk Hogan og Ultimate Warrior varede næsten 23 minutter og var på det tidspunkt den længste i WrestleManias historie. 

## Resultater
- Rick Martel besejrede Koko B. Ware
- WWF World Tag Team Championship: Demolition (Ax og Smash) besejrede The Colossal Connection (André the Giant og Haku) (med Bobby Heenan)
  - Demolition vandt dermed VM-bælterne.
  - Det var André the Giants sidste kamp ved et WrestleMania.
- Earthquake (med Jimmy Hart) besejrede Hercules
- Brutus Beefcake besejrede Mr. Perfect (med The Genius)
- Roddy Piper og Bad News Brown kæmpede uafgjort
- The Hart Foundation (Bret Hart og Jim Neidhart) besejrede The Bolsheviks (Nikolai Volkoff og Boris Zhukov)
- Barbarian (med Bobby Heenan) besejrede Tito Santana
- Dusty Rhodes og Sapphire (med Miss Elizabeth) besejrede Randy Savage og Sensational Queen Sherri
  - Dette var en mix-tagteam-kamp. Det var i øvrigt wrestlinglegenden Dusty Rhodes' eneste kamp nogensinde ved WrestleMania.
- Orient Express (Sato og Tanaka) (med Mr. Fuji) besejrede The Rockers (Shawn Michaels og Marty Jannetty)
- Hacksaw Jim Duggan besejrede Dino Bravo (med Jimmy Hart og Earthquake)
- Million Dollar Championship: Ted DiBiase (med Virgil) besejrede Jake Roberts
- Big Boss Man besejrede Akeem (med Slick)
- Rick Rude (med Bobby Heenan) besejrede Jimmy Snuka
- WWF Championship/WWF Intercontinental Championship: Ultimate Warrior besejrede Hulk Hogan
  - Ultimate Warrior vandt dermed sin første (og eneste) VM-titel.
  - Det var Hulk Hogans første reelle nederlag ved WrestleMania.
  - Kampen er ofte krediteret for at være én af de bedste kampe ved WrestleMania nogensinde.

| Sport | Spire Denne artikel om sport er en spire som bør udbygges. Du er velkommen til at hjælpe Wikipedia ved at udvide den. |